# رخبليت
رخبليت (بالعبرية: רכבלית) هو نظام تلفريك يعمل ضمن المواصلات العامة في مدينة حيفا الواقعة شمالي إسرائيل. يبدأ من محطة الخليج المركزية في منطقة تشيك بوست وينتهي في جامعة حيفا مرورًا بمعهد التخنيون.

## التصميم والإنشاء
يبلغ طول مسار التلفريك حوالي 4.4 كيلومترات. يبلغ فرق الارتفاع بين أعلى وأدنى نقطة حوالي 460 مترًا. يتكون التلفريك من ثلاث محطات ركاب هي: محطة الخليج المركزية (مركزيت همفراتس)، التخنيون، وجامعة حيفا. بالإضافة إلى ثلاث محطات أُخرى أُنشئت لأغراضٍ تشغيلية فقط وليست لنقل الركاب وهي: واحدة عند تقاطع تشيك بوست، وأخرى في شارع اللواء يعقوب دوري، وأخيرة في التخنيون. من المتوقع أن تستغرق الرحلة من مركزية همفراتس إلى التخنيون عبر التلفريك حوالي 10 دقائق، بينما من المتوقع أن تستغرق الرحلة في الاتجاه المعاكس حوالي 9 دقائق. سيتكون نظام التلفريك من 150 عربة تتسع ل 10 ركاب لكل واحدة. تنطلق كل 15 ثانية، وستكون سهلة الاستخدام لذوي الاحتياجات الخاصة. من المتوقع أن يعمل التلفريك على مدار الساعة، حسب الطلب.
على طول المسار نُصب 36 عمودًا فولاذيًا على قواعد خرسانية تحت الأرض، يتراوح ارتفاعها من 4 إلى 30 مترًا حسب التضاريس والبيئة.
التلفريك من تصنيع الشركة السويسرية النمساوية دوبلمير غرافانتا (بالإنجليزية: Doppelmayr Garaventa)‏. قامت هذه الشركة أيضًا ببناء نظام الكرمليت في حيفا بعد تجديده عام 2018.

## تاريخ
طرحت بلدية حيفا لأول مرة اقتراحًا لبناء تلفريك بين خليج حيفا ونيفي شأنان والتخنيون والجامعة في عام 1965، لكن لم يتم التطرق إلى الموضوع منذ سنوات عديدة.
وافقت مبدئيًا اللجنة المحلية للتخطيط والبناء في حيفا برئاسة رئيس البلدية آنذاك –عمرام متسناع– على خطة بناء التلفريك في مارس 1999، بحسب مخطط مقدم من شركة البنية التحتية يفيه نوف المملوكة للبلدية. في فبراير 2002 جمدت لجنة التخطيط والبناء في حيفا مناقشاتها بخصوص بناء التلفريك بسبب معارضة التخنيون للمسار المقترح. في مايو 2003 بعد نهاية عام من المناقشات المكثفة، تقرر خلالها تغيير المسار، ووافقت لجنة التخطيط والبناء في حيفا على الخطة.
في فبراير 2019 بدأ نصب أعمدة «الرخبليت» الأولى في حيفا.
في يونيو 2019 فازت شركتي نتيڤ إكسبرس وبورصة التركية (Bursa Uludağ Gondola) في مناقصة تشغيل التلفريك. وقامتا بتأسيس شركة كابل إكسبرس (Cable Express) لغرض تشغيل التلفريك.

## معرض الصور

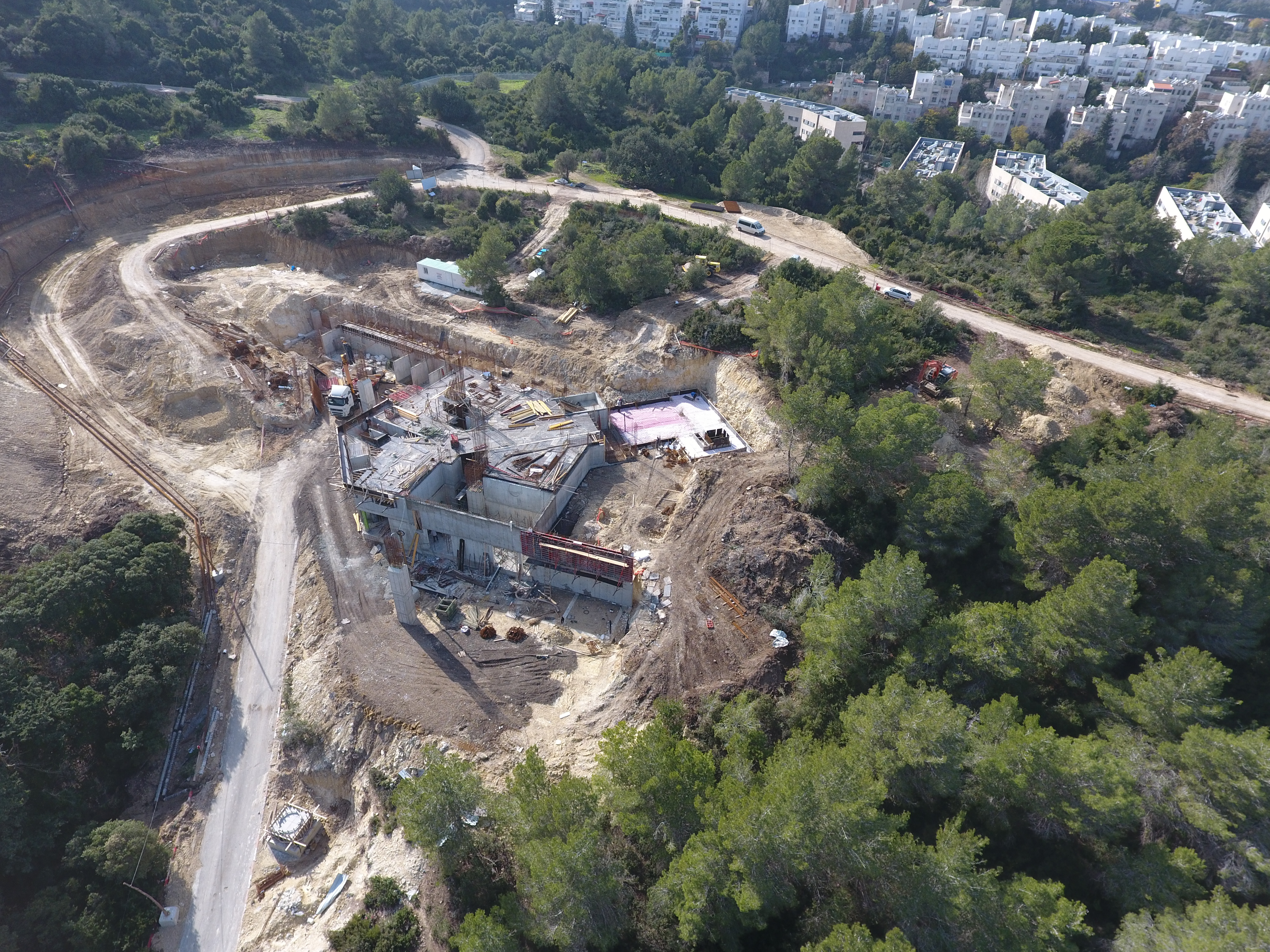
محطة تلفريك التخنيون العلوية قيد الإنشاء تظهر في الخلفية رمات ألون
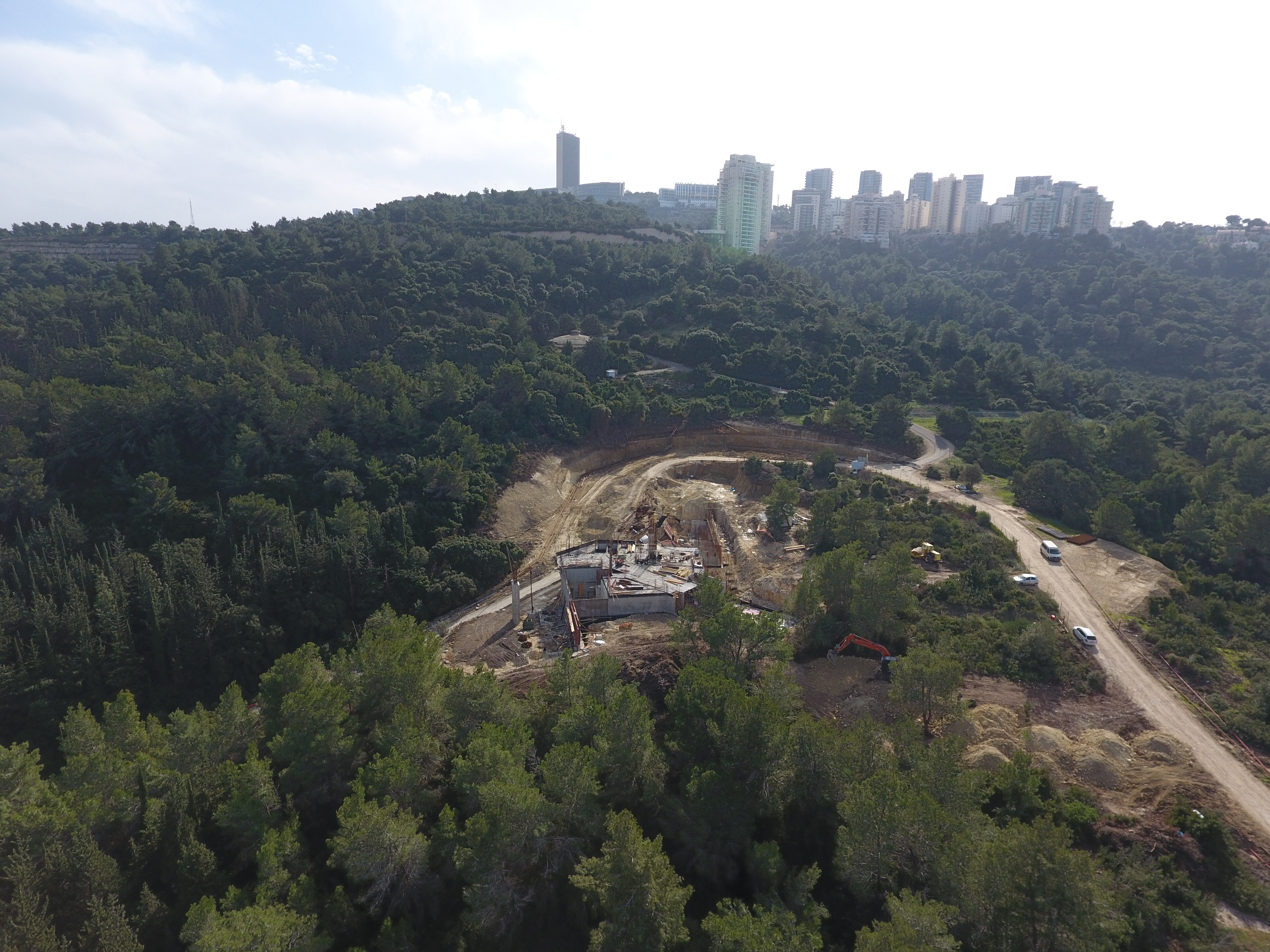
محطة تلفريك التخنيون العلوية قيد الإنشاء تظهر في الخلفية جامعة حيفا